# کنگرزرد
کنگرزرد روستایی از توابع دهستان سکوند جنوبی در بخش سکوند شهرستان خرم‌آباد است. بخش سکوند در فاصله ۲۵ کیلومتری از خرم‌آباد قرار دارد. عمده تولیدات این منطقه زردآلو، گندم و نخود است.

## جمعیت
این روستا در دهستان ازنا قرار دارد و براساس سرشماری مرکز آمار ایران در سال ۱۳۸۵، جمعیت آن ۲۴۸ نفر (۴۶ خانوار) بوده‌است.